# Grand Prix WMRA 2009
Navigation
2008 2010
Le Grand Prix WMRA 2009 est la onzième édition du Grand Prix WMRA, compétition internationale de courses en montagne organisée par l'association mondiale de course en montagne.

## Règlement
Le barème de points est identique à l'année précédente. Le calcul est identique dans les catégories féminines et masculines. Le score final cumule les 4 meilleures performances de la saison. Pour être classé, un athlète doit participer à au moins deux épreuves. Les coureurs prenant part à au moins 5 courses reçoivent un bonus de participation de 10 points.
| Classement                                | 1er | 2e  | 3e | 4e | 5e | 6e | 7e | 8e | 9e | 10e | 11e | 12e | 13e | 14e | 15e | 16e | 17e | 18e | 19e | 20e | 21e | 22e | 33e | 24e | 25e | 26e | 27e | 28e | 29e | 30e |
| ----------------------------------------- | --- | --- | -- | -- | -- | -- | -- | -- | -- | --- | --- | --- | --- | --- | --- | --- | --- | --- | --- | --- | --- | --- | --- | --- | --- | --- | --- | --- | --- | --- |
| Points pour les championnats et la finale | 120 | 102 | 90 | 84 | 78 | 72 | 66 | 60 | 54 | 48  | 42  | 37  | 32  | 29  | 26  | 23  | 21  | 19  | 17  | 15  | 13  | 11  | 9   | 8   | 7   | 6   | 5   | 4   | 3   | 2   |
| Points pour les courses de 1er niveau     | 100 | 85  | 75 | 70 | 65 | 60 | 55 | 50 | 45 | 40  | 35  | 30  | 27  | 24  | 22  | 20  | 18  | 16  | 14  | 12  | 10  | 19  | 8   | 7   | 6   | 5   | 4   | 2   | 2   | 1   |
| Points pour les courses de 2e niveau      | 50  | 42  | 37 | 33 | 30 | 27 | 24 | 21 | 18 | 16  | 14  | 12  | 10  | 8   | 6   | 5   | 4   | 3   | 2   | 1   | 0   | 0   | 0   | 0   | 0   | 0   | 0   | 0   | 0   | 0   |

## Programme
Le calendrier se compose de sept courses. Initialement agendée au calendrier, la course du Schneeberg se désiste. La WMRA décide de la remplacer par les championnats du monde. Contrairement aux courses classiques, ces derniers voient les athlètes y participer après sélection. Néanmoins, les athlètes ayant remporté le Grand Prix ces dernières années ont toujours été sélectionnés pour les championnats, la WMRA estime faible la possibilité qu'un potentiel vainqueur du Grand Prix ne soit pas sélectionné aux championnats. Comme ces derniers offrent un niveau de compétivité supérieur, ils offrent également plus de points et utilisent à cet effet le même barème que la finale.
Le calendrier voit l'ajout d'une course inédite à Mayrhofen, la Harakiri-Run, dont le parcours remonte la bien-nommée piste de ski « Harakiri » ainsi que de la très raide montée du Skåla en Norvège.
| Nom de la course                 | Distance               | Dénivelé                              | Pays     | Date             |
| -------------------------------- | ---------------------- | ------------------------------------- | -------- | ---------------- |
| Montée du Grand Ballon           | 13,2 km () / 9,0 km () | +1 160 m/-110 m () / +850 m/-110 m () | France   | 21 mai 2009      |
| Course de montagne du Grintovec  | 9,6 km                 | +1 957 m                              | Slovénie | 26 juillet 2009  |
| Harakiri-Run                     | 10,4 km                | +1 170 m                              | Autriche | 2 août 2009      |
| Course de montagne du Feuerkogel | 11 km () / 9 km ()     | +1 250 m                              | Autriche | 9 août 2009      |
| Montée du Skåla                  | 8,2 km                 | +1 819 m                              | Norvège  | 15 août 2009     |
| Championnats du monde            | 13,2 km () / 8,8 km () | +/-825 m () / +/-550 m ()             | Italie   | 6 septembre 2009 |
| Course de Šmarna Gora            | 9,2 km                 | +700 m/-340 m                         | Slovénie | 3 octobre 2009   |

## Résultats

### Hommes
La montée du Grand Ballon a lieu le 21 mai, jeudi de l'Ascension. Jonathan Wyatt remporte la victoire devant le vainqueur de l'édition 2008, Emmanuel Meyssat. Le podium est complété par le Tchèque Robert Krupička. Le Tchèque parvient ensuite à s'imposer devant Wyatt au Grintovec. L'Américain Rickey Gates complète le podium. Le même trio termine sur le podium de la première édition de la Harakiri-Run avec cette fois-ci Wyatt en tête devant Krupička et Gates. Le Kényan Geoffrey Ndungu s'impose à la course de montagne du Feuerkogel à 11 secondes du record détenu par Jonathan Wyatt, absent de cette manche. Isaac Toroitich Kosgei termine deuxième. La montée du Skåla se déroule par un temps extrêmement froid avec de la neige au sommet. Le Kényan John Sombol prend un départ très rapide et est ensuite freiné par les conditions hivernales. Jonathan Wyatt le rattrape mais termine deuxième pour 5 secondes. David Schneider complète le podium. Le champion du monde junior 2007 Geoffrey Kusuro effectue une excellente course à Campodolcino et devient le premier athlète africain à remporter le titre de champion du monde de course en montagne. L'Éyrtréen Azerya Teklay décroche la médaille d'argent. La course de Šmarna Gora fête ses 30 ans et invite à cette occasion tous les anciens vainqueurs. L'Italien Antonio Toninelli s'impose devant Robert Krupička et Marco De Gasperi. Le Néo-Zélandais Wyatt termine seulement sixième mais cela lui permet de remporter son huitième Grand Prix.
- 2e niveau (50 points au vainqueur)
- 1er niveau (100 points au vainqueur)
- Championnats et finale (120 points au vainqueur)

| Course                           | Vainqueur         | Deuxième         | Troisième        |
| -------------------------------- | ----------------- | ---------------- | ---------------- |
| Montée du Grand Ballon           | Jonathan Wyatt    | Emmanuel Meyssat | Robert Krupička  |
| Course de montagne du Grintovec  | Robert Krupička   | Jonathan Wyatt   | Rickey Gates     |
| Harakiri-Run                     | Jonathan Wyatt    | Robert Krupička  | Rickey Gates     |
| Course de montagne du Feuerkogel | Geoffrey Ndungu   | Isaac Kosgei     | Adam Osborne     |
| Montée du Skåla                  | John Sombol       | Jonathan Wyatt   | David Schneider  |
| Championnats du monde            | Geoffrey Kusuro   | Azerya Teklay    | James Kibet      |
| Course de Šmarna Gora            | Antonio Toninelli | Robert Krupička  | Marco De Gasperi |

### Femmes
Peu d'athlètes prenant part au Grand Prix sont présentes au départ de la montée du Grand Ballon. La course est remportée par la Suissesse Maya Chollet. Anna Pichrtová s'impose pour la cinquième fois d'affilée à la course de montagne du Grintovec et devance sa compatriote Iva Milesová. L'Autrichienne Andrea Mayr s'impose à domicile sur la course Harakiri-Run. Le podium est complété par Anna Pichrtová et Mateja Kosovelj. Andrea remporte ensuite la seconde course autrichienne à Ebensee. Elle devance Mateja et Iva. Antonella Confortola remporte la victoire à la montée du Skåla malgré les conditions météorologiques difficiles. Elle devance la Tchèque Milesová. L'Italienne Elisa Desco s'impose aux championnats du monde de course en montagne à Campodolcino devant ses compatriotes Valentina Belotti et Maria Grazia Roberti. Elisa est cependant contrôlée positive à l'EPO et reçoit une suspension de 2 ans. Son titre lui est déchu et revient à Belotti. Les points pour le Grand Prix ne sont pas adaptés mais cela n'a pas d'incidence sur le classement final. Andrea Mayr remporte la finale à Šmarna Gora devant Anna Frost et Lucija Krkoč. Iva Milesová termine sixième, comme elle a participé à 6 épreuves, elle reçoit le bonus de participation de 10 points et remporte ainsi le Grand Prix avec 327 points contre 320 pour Andrea Mayr qui a décroché 3 victoires en 3 courses.
- 2e niveau (50 points au vainqueur)
- 1er niveau (100 points au vainqueur)
- Championnats et finale (120 points au vainqueur)

| Course                           | Vainqueur            | Deuxième          | Troisième            |
| -------------------------------- | -------------------- | ----------------- | -------------------- |
| Montée du Grand Ballon           | Maya Chollet         | Simone Kuster     | Candice Taylor       |
| Course de montagne du Grintovec  | Anna Pichrtová       | Iva Milesová      | Valerija Mrak        |
| Harakiri-Run                     | Andrea Mayr          | Anna Pichrtová    | Mateja Kosovelj      |
| Course de montagne du Feuerkogel | Andrea Mayr          | Mateja Kosovelj   | Iva Milesová         |
| Montée du Skåla                  | Antonella Confortola | Iva Milesová      | Guro Flatekval       |
| Championnats du monde            | Elisa Desco          | Valentina Belotti | Maria Grazia Roberti |
| Course de Šmarna Gora            | Andrea Mayr          | Anna Frost        | Lucija Krkoč         |

## Classements
| Rang          | Nom              | Course 1 | Course 2 | Course 3 | Course 4 | Course 5 | Course 6 | Course 7 | Bonus | Points |
| ------------- | ---------------- | -------- | -------- | -------- | -------- | -------- | -------- | -------- | ----- | ------ |
| Médaille d'or | Jonathan Wyatt   | 50       | 85       | 100      |          | 85       |          | 72       | 10    | 352    |
| 2             | Robert Krupička  | 37       | 100      | 85       |          |          |          | 102      |       | 324    |
| 3             | Mitja Kosovelj   |          |          | 65       | 70       |          | 8        | 84       |       | 227    |
| 4             | Rickey Gates     |          | 75       | 75       |          | 40       |          |          |       | 190    |
| 5             | Markus Kröll     |          | 55       | 50       |          |          |          | 54       |       | 159    |
| 6             | Marco De Gasperi |          |          |          |          |          | 60       | 90       |       | 150    |

| Rang          | Nom                  | Course 1 | Course 2 | Course 3 | Course 4 | Course 5 | Course 6 | Course 7 | Bonus | Points |
| ------------- | -------------------- | -------- | -------- | -------- | -------- | -------- | -------- | -------- | ----- | ------ |
| Médaille d'or | Iva Milesová         |          | 85       | 70       | 75       | 85       | 37       | 72       | 10    | 327    |
| 2             | Andrea Mayr          |          |          | 100      | 100      |          |          | 120      |       | 320    |
| 3             | Mateja Kosovelj      |          |          | 75       | 85       |          | 54       | 84       |       | 298    |
| 4             | Anna Pichrtová       |          | 100      | 85       |          |          | 72       |          |       | 254    |
| 5             | Lucija Krkoč         |          |          | 60       | 70       |          | 23       | 90       |       | 243    |
| 6             | Maria Grazia Roberti |          |          |          |          |          | 90       | 78       |       | 168    |